# Elena María Tejeiro
María Elena Mellado del Hoyo, coneguda artísticament com a Elena María Tejeiro (Múrcia, 25 d'octubre de 1939) és una actriu espanyola.
Mecanògrafa de professió, va estudiar interpretació a l'Escola d'Art Dramàtic i en 1958 debuta davant les cambres de Televisió espanyola, sent per tant una de les actrius pioneres del mitjà en Espanya. Intervé en la sèrie Palma y Don Jaime (1960), junt amb José Luis López Vázquez i un any després realitza la seva primera interpretació cinematogràfica a les ordres de La vida alrededor.
Al llarg de la dècada dels seixanta, compagina teatre, cinema i televisió. Sobre les taules actua en Los años de bachillerato (1960), de José André Lecour o Las mariposas son libres (1970), de Leonard Gershe.
Al maig de l'any 1965 va contreure matrimoni a l'església dels Dominics d'Alcobendas amb el director cinematogràfic Antoni Ribas, matrimoni que va ser anul·lat en l'hivern de 1975.
En la pantalla gran roda, entre d'altres, Un tipo de sangre (1960) de León Klimovsky, Un rayo de luz (1960) de Luis Lucia, Alegre juventud (1962) de Mariano Ozores, Gritos en la Noche (1962) de Jesús Franco, La verbena de la Paloma (1963) de José Luis Sáenz de Heredia, La familia y uno más (1965) de Fernando Palacios, Lola, espejo oscuro (1965) i Amor a la española (1967), ambdues de Fernando Merino, i Españolas en París (1970) de Roberto Bodegas.
Per a televisió intervé en les sèries de Jaime de Armiñán Mujeres solas (1960-1961), Chicas en la ciudad (1961), Confidencias (1964-1965) i protagonitza Cristina y los hombres (1969), amb guions de Noel Clarasó així com en algunes de les adaptacions de l'espai Novela.
Després del seu matrimoni, en 1965, amb el director català Antoni Ribas -a les ordres del qual interpreta Las salvajes en Puente San Gil (1967) i Medias y calcetines (1969)-, redueix la seva activitat artística. Entrada la dècada dels setanta, limita les seves aparicions a la pantalla petita, i de nou es converteix en protagonista d'una sèrie: Pili, secretaria ideal (1975), d'Enrique Martí Maqueda, junt amb José María Prada.
Amb posterioritat, únicament participaria en les pel·lícules La colmena (1982), de Mario Camus i Redondela (1987), de Pedro Costa i, eventualment en teatre, ncapçalant l'elenc de la reestrena de Maribel y la extraña familia (1978).

## Premis
Medalles del Cercle d'Escriptors Cinematogràfics
| Any  | Categoria                    | Pel·lícula         | Resultat   |
| ---- | ---------------------------- | ------------------ | ---------- |
| 1971 | Millor actriu de repartiment | Españolas en París | Guanyadora |

- Premi del Sindicat Nacional de l'Espectacle (1965), por Lola, espejo oscuro.
- Premi Ondas (1965). Nacionals de televisió: Millor actriu.